# Бентивольо Бентивольо
Бентивольо Бентивольо ̈(на италиански: Bentivoglio Bentivoglio, * 1253, Болоня, Свещена Римска империя) е италиански политик и кондотиер, родоначалник на рода Бентивольо.

## Произход
Той е роден в Болоня в семейството на Николо ди Дзамбоне, живял през XII век, който вероятно е последвал император Фридрих Барбароса по време на Третия кръстоносен поход през 1188 г.
Според легендата на 4 май 1252 г. във Виадагола (подселище на Гранароло дел'Емилия), от съюза на красиво селско момиче Лучия и Енцо от Сардиния (затворник в Болоня в прочутия дворец със същото име), се ражда Бентивольо, основателят на семейство Бентивольо, което ще доминира в Болоня през XV век. Синът получава името си от думите, които Енцо често повтаря на Лучия: „Любов моя, обичам те“ (на итал. Amor mio, ben ti voglio).

## Биография
Бентивольо, от народен произход, по време на битките между гвелфите и гибелините, заема страната на гвелфите, водена в Болоня от Лодовико Джеремеи.

## Брак и потомство
∞ за Алдизия дели Олтовазини, от която има девет сина:
- Джакомо Бентивольо (* 1275, † 1354), политик
- Ивано Бентивольо († 1323), магистрат
- Бартоломео Бентивольо († 1322), политик
- Николино Бентивольо
- Микеле Бентивольо
- Албертинело Бентивольо, политик и военен
- Дзането Бентивольо († 1351)
- Федерико Бентивольо
- Симино Бентивольо († 1325)